# دتش بيرغمان
دتش بيرغمان (بالإنجليزية: Dutch Bergman)‏ هو لاعب كرة قدم أمريكية أمريكي، ولد في 23 فبراير 1895 في بيرو في الولايات المتحدة، وتوفي في 18 أغسطس 1972 في واشنطن العاصمة في الولايات المتحدة.